# Kearny (New Jersey)
Pour les articles homonymes, voir Kearny.
Kearny est une ville du comté de Hudson au New Jersey, aux États-Unis.